# 上花岔乡
上花岔乡，是中华人民共和国甘肃省兰州市榆中县下辖的一个乡镇级行政单位。

## 行政区划
上花岔乡下辖以下地区：
百禄村、上花岔村、平湾村、王湾村、大岔村和黑虎子村。